# Герберський Вікентій Данилович
Вікентій (Владислав) Данилович Герберський (пол. Wincenty Herburt z Fulsztyna Herberski; 1785—1826) — російський медик, надвірний радник, доктор медицини, ординарний професор Віленського університету, член багатьох вчених товариств.

## Біографія
Народився в 1785 році. Початкову освіту отримав у Слонімській школі, а середню і вищу — у Віленських гімназії та університеті.

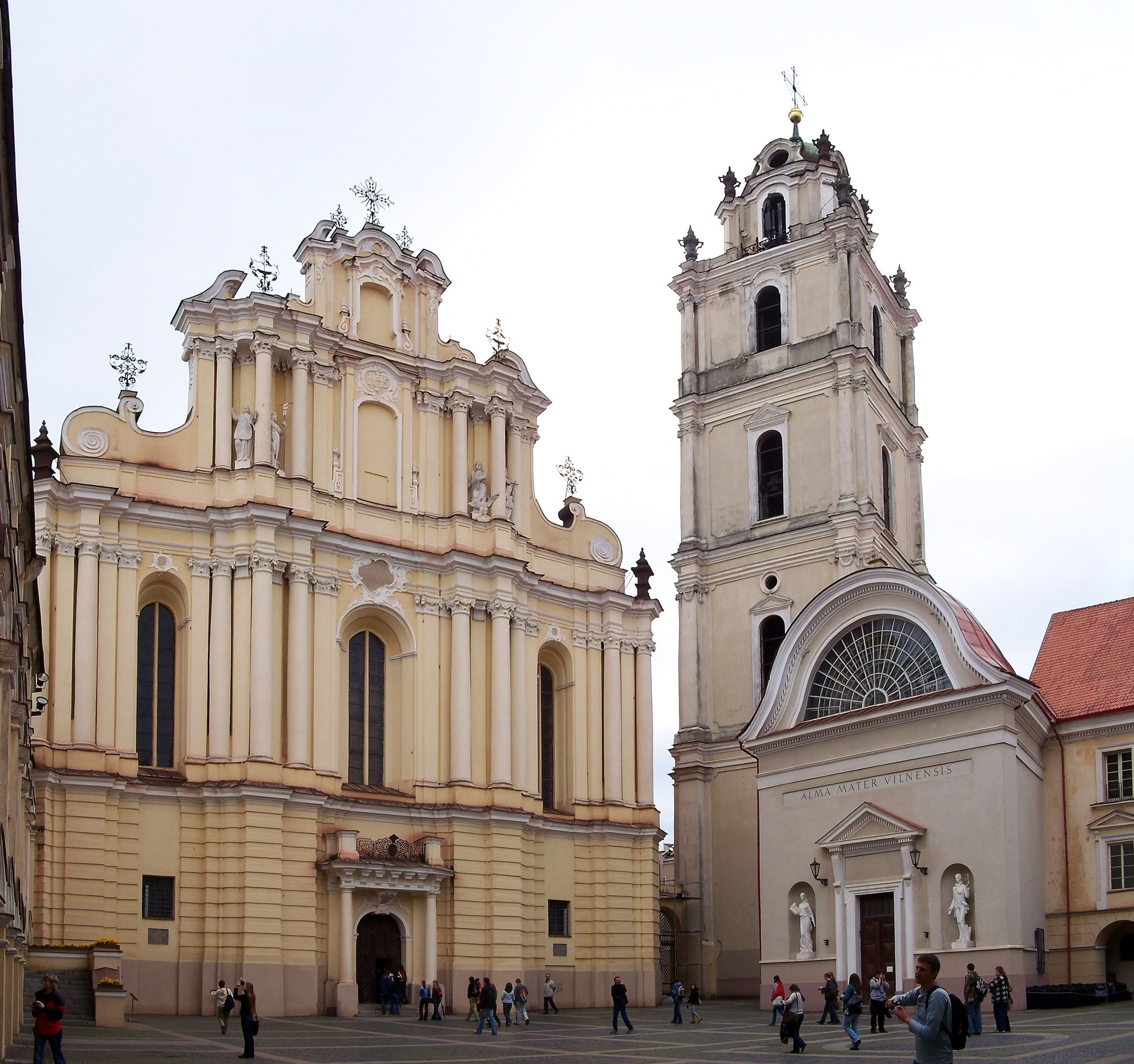
Віленський університет

5 квітня 1804 року був направлений Віленським університетом до англійської колонії на околицях Петербурга для вивчення на практиці сільського господарства і в Петербурзький педагогічний інститут на курс лекцій з фізики, хімії та сільського господарства.
У 1806 році він повернувся до Вільно і почав вивчати медицину; в 1808 році Віленським університетом був удостоєний ступеня кандидата філософії, в 1811 році — магістра медицини і в 1812 році — доктора медицини за наукову працю на тему: «Dissertatio inauguralis medicopract. de hydrope specus vertebralis etc.»(Vilnae, 1812).
З 1813 по 1824 рік Вікентій Данилович Герберський був ад'юнктом медичної клініки і помічником професора Йозефа Франка, в 1817 році, за його клопотанням, був відряджений за кордон для вивчення офтальмології. Пробувши за кордоном 6 років і повернувшись до Вільно в 1823 році, розпочав викладати приватну терапію і клініку.
У січні 1824 року В. Д. Герберський був призначений екстраординарним, а в листопаді ординарним професором на кафедрі приватної терапії та патології (на місце професора Йозефа Франка) та директором клініки з внутрішніх хвороб. Крім того, замався лікарською практикою (лікував захворювання очей).
На публічних зборах університету він читав доповіді: «Про госпіталі» і «Наука про захворювання очей»; ці наукові доробки не були опубліковані і залишилися в рукописному варіанті.
Вікентій Данилович Герберський помер 29 листопада 1826 року.
Серед інших нагород, професор Герберський був кавалером Імператорського ордена Святого Рівноапостольного князя Володимира 4-го ступеня.